# Flora României

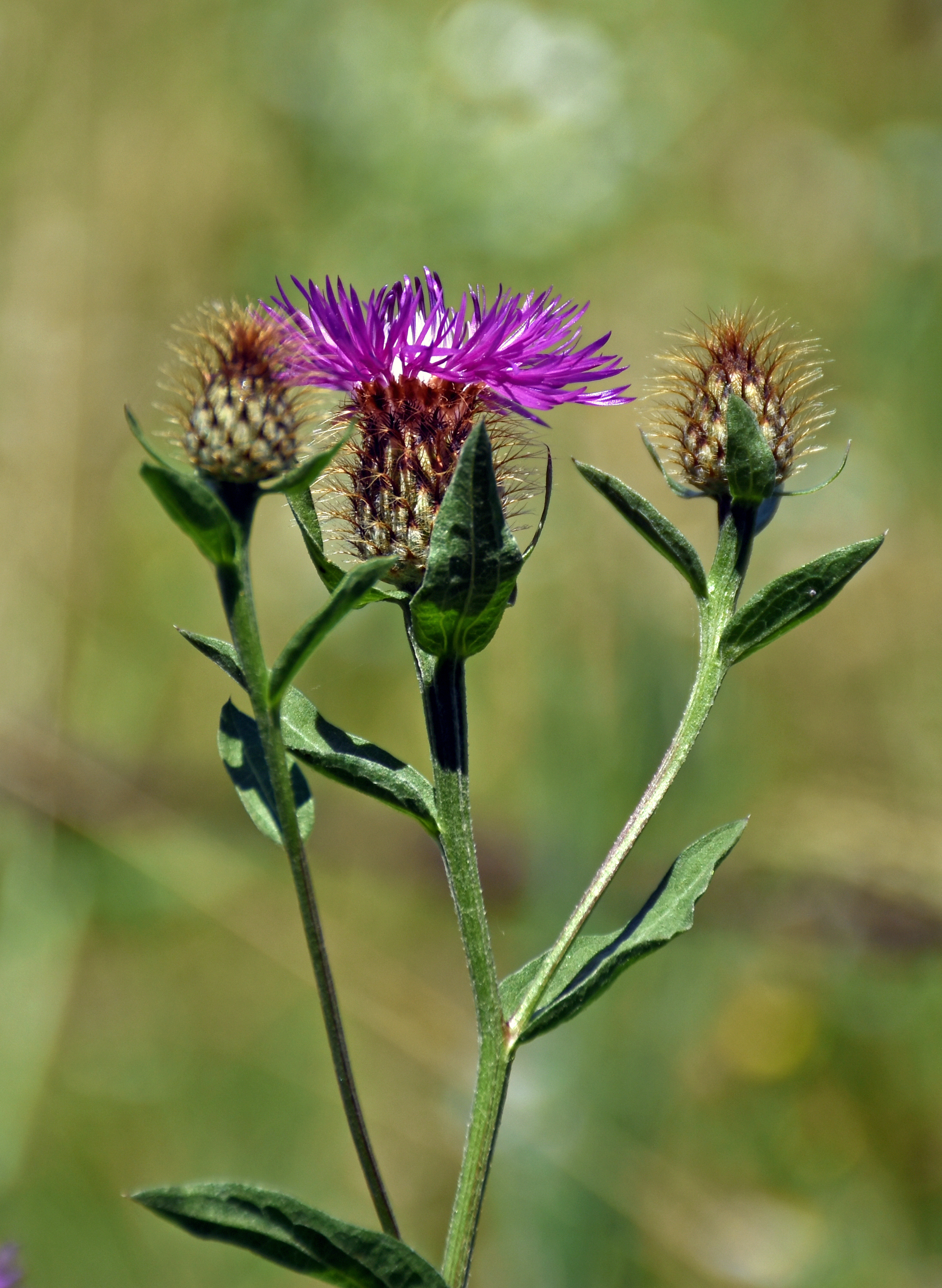
Floare de câmp în situl Sarmizegetusa Ulpia Traiana (Țara Hațegului).

Flora României cuprinde totalitatea plantelor identificate și clasificate pe teritoriul acestei țări. 
Pe teritoriul României au fost identificate 3700 de specii de plante din care până în prezent 23 au fost declarate monumente ale naturii, 74 dispărute, 39 periclitate, 171 vulnerabile și 1253 sunt considerate rare. Cele trei mari zone de vegetație în România sunt zona alpină, zona de pădure și zona de stepă.
Vegetația este distribuită etajat, în concordanță cu caracteristicile de sol și climă, dar și în funcție de altitudine, astfel: stejarul, gârnița, teiul, frasinul (în zonele de stepă și dealuri joase); fagul, gorunul (între 500 și 1200 de metri); molidul, bradul, pinul (între 1200 și 1800 de metri); ienupărul, jneapănul și arborii pitici (într 1800 și 2000 de metri); pajiștile alpine formate din ierburi mărunte (peste 2000 de metri). În largul văilor mari, datorită umezelii persistente, apare o vegetație specifică de luncă, cu stuf, papură, rogoz și adesea cu pâlcuri de sălcii, plopi și arini. În Delta Dunării predomină vegetația de mlaștină.
Procentul de împădurire al actualului spațiu geografic al României a scăzut treptat de la aproximativ 80% în vechime, la 55-60% la începutul secolului al XIX-lea, până la 27% în prezent, producându-se totodată, o considerabilă deteriorare a mediului, inclusiv o îngrijorătoare extincție a biodiversității.